# Flöddert
Koordinaten: 52° 13′ 43″ N, 7° 32′ 17″ O
Das Naturschutzgebiet Flöddert liegt auf dem Gebiet der Stadt Rheine im Kreis Steinfurt in Nordrhein-Westfalen.
Das Gebiet erstreckt sich südöstlich der Kernstadt Rheine und östlich von Mesum, einem Stadtteil von Rheine. Nördlich des Gebietes verläuft die Landesstraße L 578 und östlich die L 593, westlich fließt die Ems. Südlich, direkt anschließend, erstreckt sich der größere Teil des 26,66 ha großen Naturschutzgebietes Elter Dünen.

## Bedeutung
Für Rheine ist seit 2002 ein 13,69 ha großes Gebiet unter der Kenn-Nummer ST-111 als Naturschutzgebiet ausgewiesen. 